# Arapaima leptosoma
Arapaima leptosoma là một loài cá nước ngọt mới được phát hiện đặc hữu của khu dự trữ Mamiraua ở Brasil. Nó có một gốc đuôi sâu so với các loài khác trong chi của nó. Nó là thành viên mới nhất của Arapaima được mô tả từ năm 1847. Loài thành viên của chi Arapaima là loài cá nước ngọt lớn nhất ở Nam Mỹ. Cũng giống như các thành viên khác của chi Arapaima, loài cá này có thể hít thở không khí.